# Rivière Claire (vattendrag i Kanada)
Rivière Claire är ett vattendrag i Kanada.   Det ligger i provinsen Québec, i den sydöstra delen av landet, 300 km nordväst om huvudstaden Ottawa.
I omgivningarna runt Rivière Claire växer i huvudsak blandskog. Trakten runt Rivière Claire är nära nog obefolkad, med mindre än två invånare per kvadratkilometer.